# American Apparel
American Apparel is een van oorsprong Canadese kledingwinkelketen die sinds 1997 in Los Angeles is gevestigd. Het bedrijf controleert zijn volledige productieketen: van ontwerp tot marketing, inclusief advertenties. Het produceert voornamelijk degelijk breigoed, T-shirts en ondergoed. 
Het bedrijf werd in 1989 opgericht door de Canadese zakenman Dov Charney. Na twee faillissementen in 2015 en 2016, behoort het intellectueel eigendom toe aan Gildan Activewear. In 2017 werden verschillende fabrieken en alle 110 winkels gesloten en kregen zo'n 2400 Amerikaanse werknemers hun ontslag. Het bedrijf repositioneert zichzelf als een webwinkel.
American Apparel is bekend om zijn controversiële, vaak weinig verhullende advertentiecampagnes.